# Rio Cozancea
O Rio Cozancea é um rio da Romênia, afluente do Sitna, localizado no distrito de Botoşani.